# 土地發展公司
土地發展公司（英語：Land Development Corporation，簡稱土發公司，1988年—2001年4月30日）是市區重建局的前身，根據《土地發展公司條例》於1988年成立，是香港一間公營機構，專責市區重建，避免香港市區環境進一步惡化，以及改善舊區居民的居住環境。土發公司的財政是自負盈虧的。2001年由新成立的市區重建局取代。

## 角色
土地發展公司的身處角色，是要讓合資格的租客，不會因市區重建而致無家可歸，所以斥資三億五千萬元購買和興建住宅樓宇，安置合資格租客。凡是香港合法居民，在宣布重建當日前在受影響樓宇內居住的租客，而本身無其他住宅物業或其他居所者，就可將有關物業，以不交吉方式出售給土發公司或獲配安置。
重建計劃亦可為社區帶來多方面的好處，例如為長者、青少年、兒童及有需要人士提供各類型社區設施，因為重建舊區除了重建住宅和商業設施外，亦牽涉整個舊區的重新規劃，包括重置原有的政府機構、社區設施、完善交通配套和增加綠化休憩地帶等，這也是1980年代港府構思成立土發公司的目的之一，就是要扭轉以往由私人發展商主導，欠缺社區整體規劃的重建項目帶來的弊端。

## 重建成效
最初，土地發展公司早年的運作頗為成功。在1999年前，土發公司共落實推行了30個重建計劃；其中16個已完成，4個已展開建築工程，進行收購或在積極籌劃中重建計劃則有10個；另外，尚有25個項目處於規劃階段。
可惜1997年亞洲金融風暴後，土發公司收購土地以進行市區重建進展因需要冗長的時間與業主/業權人商討賠償事宜而非常緩慢，再加上沒有足夠的資源以安置受重建影響的住宅租戶，亦無機構願意替土發公司安置受影響的租戶或業主。更甚的是，當時的法例規定土發公司必須採取「一切合理步驟以獲取物業」，並須向業主提出「公平合理」的條款，以致徵集土地的程序需時甚久。以上種種原因妨礙了土發公司1996年公布的26個重建計劃市區重建項目受到拖延，令重建遙遙無期。
土發董事局成員涂謹申則批評，土發公司的「自負盈虧」模式的重建計劃已不可行，應盡快推出應變措施；同時，他曾向財政司司長曾蔭權提議用「補地價」的形式收購被重建的舊式物業，再加上政府注資再重建。
政府最終在2001年注資成立作為法定機構的市區重建局，取代土發公司，加強統籌舊區重建的工作，包括透過「樓換樓」等補償方式加快收購業權的進度。
土發公司成立後至解散期間，只有數個項目如租庇利街項目（即今日的中環中心）、「雀仔街」的販商1997年搬遷到花墟道一帶的園圃街雀鳥花園（即今日的朗豪坊）和永樂街項目（即今日的新紀元廣場）最為成功，其他如尖沙咀河內道市區重建項目和旺角六街市區重建項目的收購進度卻未如理想（最後只有尖沙咀河內道K11市區重建項目能成功收購重建）。再者，土發於1998年推出另外25個市區重建項目，但進展仍然因財政問題而緩慢，最後被市區重建局所取代。

## 展覽中心
土發公司在1999年搬了新辦公室後，在中環中心39樓的總部，設立了「土發公司展覽中心」，展覽中心共分為五個展區，每個展區均以不同的主題及形式帶出舊區的生活實況，以致人口老化等問題。包括以模型砌出皇后街舊樓林立的環境、仿照舊樓「籠屋」內的惡劣環境重現眼前、講述土地發展公司自成立以來所進行的市區重建研究和以劇場形式，配以錄影片帶出市區重建能如何為舊區居民改善環境，並裨益社區。土發公司認為，只有將籠屋的居住環境活現眼前，才能讓參觀者清楚知道，在香港繁榮背後，仍然存在居住問題，對那些生活無憂的下一代來說，是很好的教材。